# Bisdom Arua

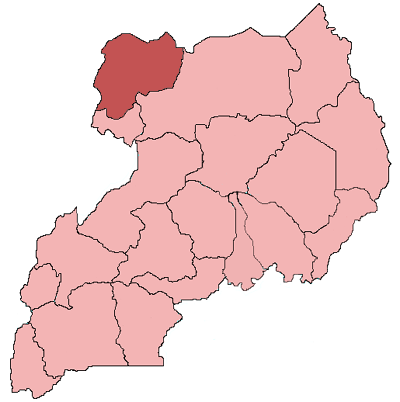
Het bisdom Arua binnen Oeganda

Het bisdom Arua (Latijn: Dioecesis Aruaensis) is een rooms-katholiek bisdom met als zetel Arua in Oeganda. Het is een suffragaan bisdom van het aartsbisdom Gulu. Het bisdom werd opgericht in 1958. Hoofdkerk is de Kathedraal van het Heilig Hart van Jezus. In het bisdom ligt ook het bedevaartsoord van de Basiliek van de Gezegende Maagd Maria in Lodonga.
In 2018 telde het bisdom 49 parochies. Het bisdom heeft een oppervlakte van ongeveer 10.561 km². Het telde in 2018 3.210.000 inwoners waarvan 68,6% rooms-katholiek was. 

## Bisschoppen
- Angelo Tarantino, F.S.C.J. (1959-1984)
- Frederick Drandua (1986-2009)
- Sabino Ocan Odoki (2010-)